# Volkszählung

Letzte Volkszählungen
Gelb: Zensusrunde 2020 (2015–2024)
Grün: Zensusrunde 2010 (2005–2014)
Blau: Zensusrunde 2000 (1995–2004)
Rot: Zensusrunde 1990 (1985–1994)
Grau: kein Zensus

Eine Volkszählung (auch Zensus, Census oder Makrozensus) ist eine gesetzlich angeordnete Erhebung statistischer Bevölkerungsdaten, wobei die Bürger bei der herkömmlichen Methode der Zählung per Fragebogen zur Auskunft verpflichtet sind. Beim Modell des Registerzensus wird ohne Befragung der Bürger auf Daten in den Melderegistern zurückgegriffen.

## Einführung

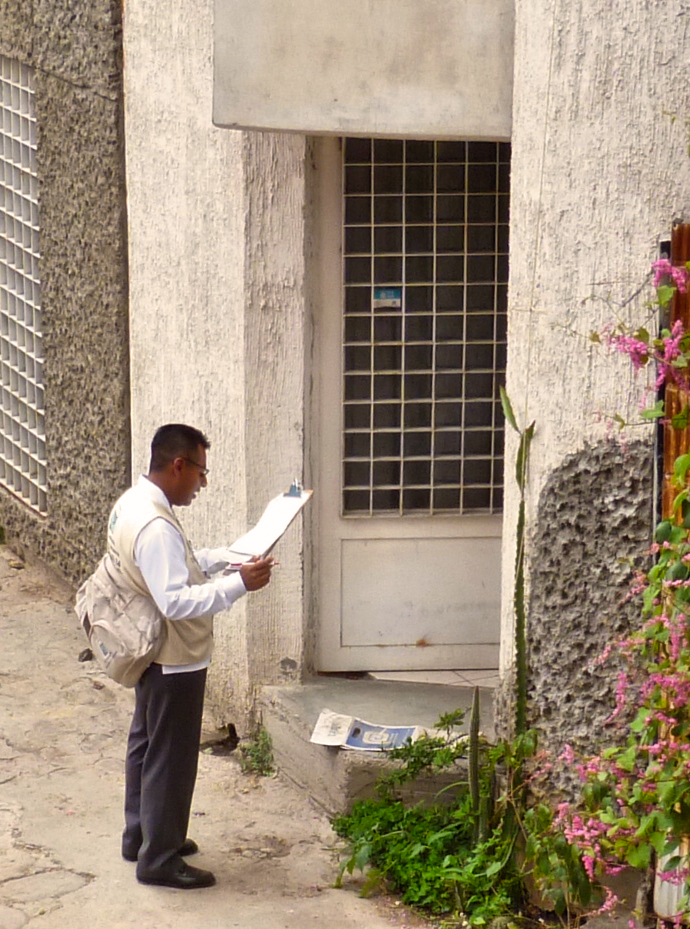
Volkszähler in Mexiko (2010)

Der Begriff Volkszählung ist dahingehend irreführend, dass mehr als das Volk, also die Anzahl der Einwohner, gezählt wird. Vielmehr werden durch Volkszählungen Menschen verpflichtet, eine Vielzahl persönlicher Daten anzugeben. In einigen Ländern wurde die herkömmliche Methode der Zählung vom Modell der Registerzählung (Registerzensus) abgelöst, wobei auf die Daten in verschiedenen Melderegistern zurückgegriffen wird. Den Bürgern werden keine Fragebögen vorgelegt.
Dem Datenschutz wird mittels Anonymisierung durch voneinander unabhängige Bearbeiter Rechnung getragen.
Ein weiteres Volkszählungsverfahren ist die Methode des rollierenden Zensus. Hierbei erfolgt regelmäßig eine Befragung eines Teiles der Bevölkerung, wobei sich der Umfang der Befragungen meist nach der Gemeindegröße richtet. Es gibt Mischformen, bei denen herkömmliche Volkszählungen (also Befragungen) mit der Auswertung von Registern kombiniert werden. Es sind auch registergestützte Zählungen möglich, die mit Befragungen in Stichproben ergänzt werden.
In modernen Industriestaaten werden in der Regel alle zehn Jahre, meist zu Beginn eines neuen Jahrzehnts, Volkszählungen durchgeführt, wie das schon beim Statistischen Kongress 1872 in Sankt Petersburg empfohlen wurde.
Eine Volkszählung wird durchgeführt, um möglichst genaue Informationen über verschiedenste statistische Parameter zu erhalten, die als Grundlage für das politische und verwaltungsmäßige Handeln genutzt werden sollen. Die Planung von Wohnungsbauprogrammen, Maßnahmen zur Verbesserung der öffentlichen Infrastruktur, Bemessungsgrundlagen für die Finanzierung der öffentlichen Haushalte oder Steuerschätzungen der Zahlen können durch eine Volkszählung genauer oder zielgerichteter ausgeführt werden.

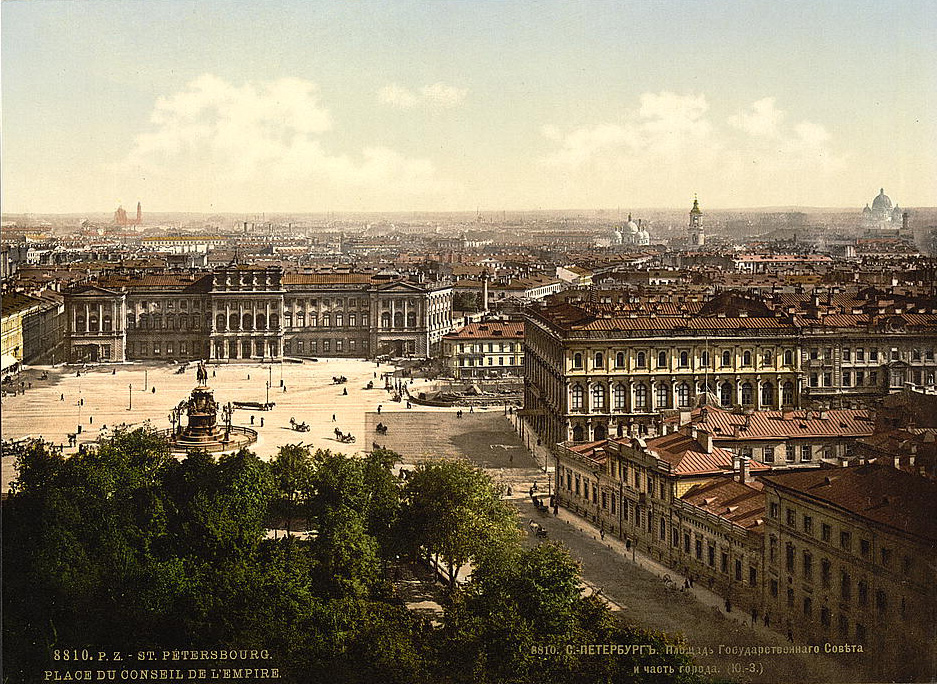
Sankt Petersburg, Tagungsort des Internationalen Statistischen Kongresses 1872

Der Internationale Statistische Kongress 1872 in Sankt Petersburg stellte die Empfehlung auf, welche persönlichen Daten bei jeder Volkszählung erfragt werden sollten
1. Vor- und Familiennamen,
2. Geschlecht,
3. Alter,
4. Verhältnis zum Haupte der Familie oder des Haushalts,
5. Personenstand,
6. Beruf oder Beschäftigung,
7. Religionszugehörigkeit,
8. im gewöhnlichen Verkehr gesprochene Sprache,
9. Kenntnis des Lesens und Schreibens,
10. Herkunft, Geburtsort und Staatsangehörigkeit,
11. Wohnort und Art des Aufenthalts am Zählungstag (ob dauernd oder vorübergehend anwesend bzw. abwesend),
12. Blindheit, Taubstummheit, Blödsinn und Kretinismus, Geisteskrankheit.

Die genannten Personendaten bilden im Allgemeinen seither die Grundlage jeder Erhebung.
Eine methodische Besonderheit klassischer Volkszählungen besteht darin, dass anders als bei normalen empirischen Untersuchungen nicht etwa eine repräsentative Stichprobe, sondern sämtliche Haushalte und nahezu die gesamte Bevölkerung direkt befragt wird (Totalerhebung, siehe auch Grundgesamtheit). Die ermittelten Daten werden durch fortlaufende jährlich durchgeführte Repräsentativbefragungen (dem Mikrozensus) fortgeschrieben und auf die Basisdaten der letzten Volkszählung hochgerechnet. Die Stichprobengröße für diese Befragungen ist meist gesetzlich festgelegt, etwa auf ein Prozent der Bevölkerung. Da die daraus resultierende Fehlerquote mit den Jahren steigt, ist in größeren Abständen eine Wiederholung der Volkszählung und damit eine Aktualisierung der Basisdaten erforderlich. Daneben werden nach etwa fünf Jahren größere Zwischenzählungen über eine größere, repräsentative Auswahl durchgeführt, begrenzt auf sich schnell ändernde Datensätze.

## Geschichte

### Die ersten Volkszählungen

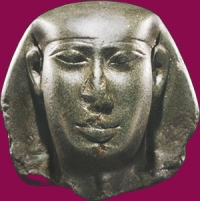
Unter Pharao Amasis fand 570 v. Chr. eine Volkszählung in Ägypten statt

Indirekte Ermittlungen von Bevölkerungszahlen für Steuerzwecke lassen sich bereits um 2700 v. Chr. in Ägypten nachweisen. Aufgrund von Tonscherben aus der Stadt Mari lässt sich auch für die Zeit um 1700 v. Chr. eine lokale Volkszählung in Mesopotamien für militärische Zwecke belegen. Belegt sind (lokale) Volkszählungen in Ägypten um ca. 1100 v. Chr. Aus den früheren Epochen sind ferner Zählungen in China (2 n. Chr.), in Persien und Griechenland bekannt, außerdem in Ägypten unter Amasis (569 v. Chr.: Dekret über die Erfassung der Einkommen). Man beschränkte sich dabei oft auf die Erfassung der waffenfähigen Männer.
Im Römischen Reich gab es seit dem 6. Jahrhundert v. Chr. alle fünf Jahre Volkszählungen und Erhebungen über die Einkünfte der römischen Bürger. Für den Zensus und die Steuerschätzungen war der Censor verantwortlich, ein altrömischer Beamter. Er legte die Höhe der Steuer fest, die jeder Bürger zu zahlen hatte und war dem Senat verantwortlich. Die Censoren waren sehr einflussreich und genossen hohes Ansehen.

### Der Zensus in der Bibel

#### Im Alten Testament (Tanach)
Im Buch Numeri der Bibel werden zwei auf Anweisung Gottes durchgeführte Volkszählungen ausführlich geschildert. Sie fanden kurz nach dem Beginn und kurz vor dem Ende der vierzigjährigen Wüstenwanderung der Israeliten unter Mose statt. Der lateinische Name des Buches „Numeri“ kommt von diesen Zählungen. Dabei wurden nur kampffähige Männer gezählt, ausgenommen bei den für den Priesterdienst vorgesehenen Leviten, bei denen auch männliche Kinder und Greise mitgezählt werden. Beide Zählungen ergeben jeweils eine Gesamtsumme von gut 600.000 Männern. Historiker halten es angesichts fehlender archäologischer Funde für sehr unwahrscheinlich, dass tatsächlich so viele Israeliten so lange Zeit durch die Sinai-Wüste gewandert sind.
Im Alten Testament der Bibel wird weiterhin eine Volkszählung der Israeliten durch den König David erwähnt (2. Buch Samuel, 1. Buch der Chronik). Diese Volkszählung war demnach nicht durch Gott angeordnet und zog eine göttliche Strafe nach sich – eine Epidemie suchte das Land heim und forderte zahlreiche Opfer. Der Jerusalemer Tempel wurde laut dem Bericht später an der Stelle erbaut, wo David durch ein Schuldopfer den Zorn Gottes über die nicht angeordnete Volkszählung wieder abwenden konnte.

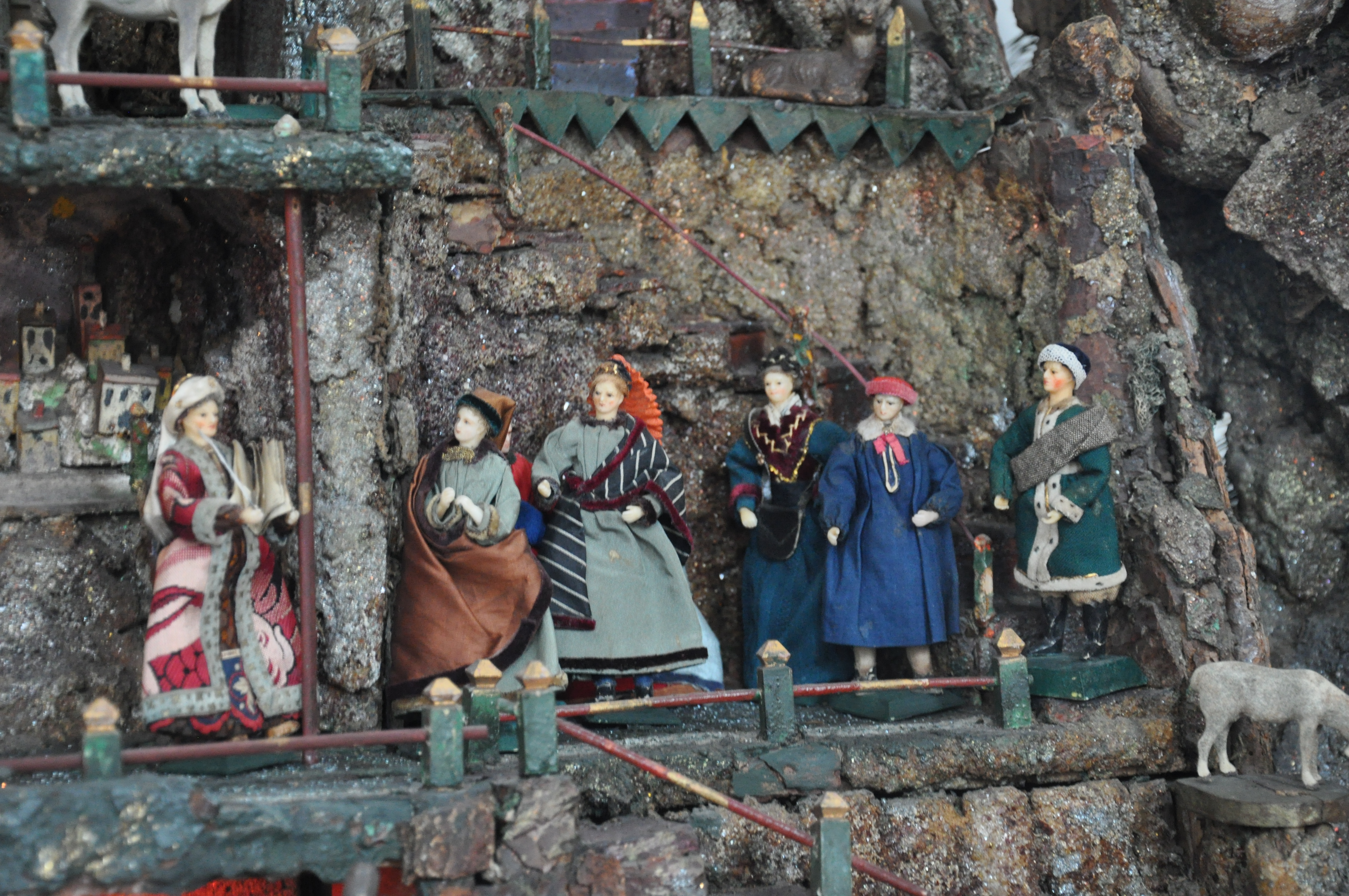
Darstellung der biblischen Volkszählung in einer Simultankrippe des 19. Jahrhunderts (Spitalkirche Heilig Geist, Wangen im Allgäu)

#### Im Neuen Testament
Im Neuen Testament der Bibel wird eine vom römischen Kaiser Augustus befohlene Volkszählung erwähnt. Laut dem Lukasevangelium hatte der Kaiser angeordnet, dass sich jeder in seinem Herkunftsort in die Steuerlisten einzutragen habe. Aus diesem Grund seien Maria und Josef nach Bethlehem gereist, wo Jesus Christus geboren worden sei:

„Es geschah aber in jenen Tagen, dass Kaiser Augustus den Befehl erließ, den ganzen Erdkreis in Steuerlisten einzutragen. Diese Aufzeichnung war die erste; damals war Quirinius Statthalter von Syrien. Da ging jeder in seine Stadt, um sich eintragen zu lassen. So zog auch Josef von der Stadt Nazaret in Galiläa hinauf nach Judäa in die Stadt Davids, die Betlehem heißt; denn er war aus dem Haus und Geschlecht Davids. Er wollte sich eintragen lassen mit Maria, seiner Verlobten, die ein Kind erwartete.“

Hier erwähnt Lukas in zwei unmittelbar aufeinander folgenden Sätzen anscheinend zwei in der römischen Verwaltung klar unterschiedene Vorgänge:
1. Reichszensus (Lustrum), die Schätzung römischer Bürger im gesamten Imperium Romanum
2. Provinzialzensus, die Schätzung für die Bewohner einer Provinz, die das römische Bürgerrecht (Civitas Romana) nicht besaßen.

Sowohl im Lukas- als auch im Matthäus-Evangelium (2,1–19 ) wird berichtet, die Geburt Jesu habe stattgefunden, als Herodes der Große noch lebte. Da dieser aber 4 v. Chr. starb, müsste auch die erwähnte Zählung davor stattgefunden haben (vgl. Lk 2,1  mit 1,5 ). Demnach kann es sich bei der von Lukas erwähnten Volkszählung nicht um jenen – auch von Flavius Josephus erwähnten – Provinzialzensus handeln, der 6/7 n. Chr. unter Publius Sulpicius Quirinius in der Provinz Syria durchgeführt wurde. Kurz zuvor war Herodes Archelaos, ein Sohn von Herodes dem Großen, abgesetzt und verbannt worden, und die bisherige Ethnarchie Judäa war in die Provinz Syrien eingegliedert worden.
Die Steuererklärungen der Bewohner der Provinzen erfolgten vermutlich nach einem einheitlichen Steuerformular, welches in allen kaiserlichen Provinzen gleich war. Ein Formular aus dem Jahre 127 n. Chr. wurde in einer Höhle westlich des Toten Meeres gefunden.
Als Thema der christlichen Kunst und in Krippendarstellungen wurde die Volkszählung nur selten aufgenommen. Ein bekanntes Beispiel ist das Gemälde Die Volkszählung zu Bethlehem (1566) von Pieter Bruegel dem Älteren, der die Szene in das Flandern seiner Zeit verlegte.

### Zählungen im Mittelalter bis zum Beginn der Neuzeit

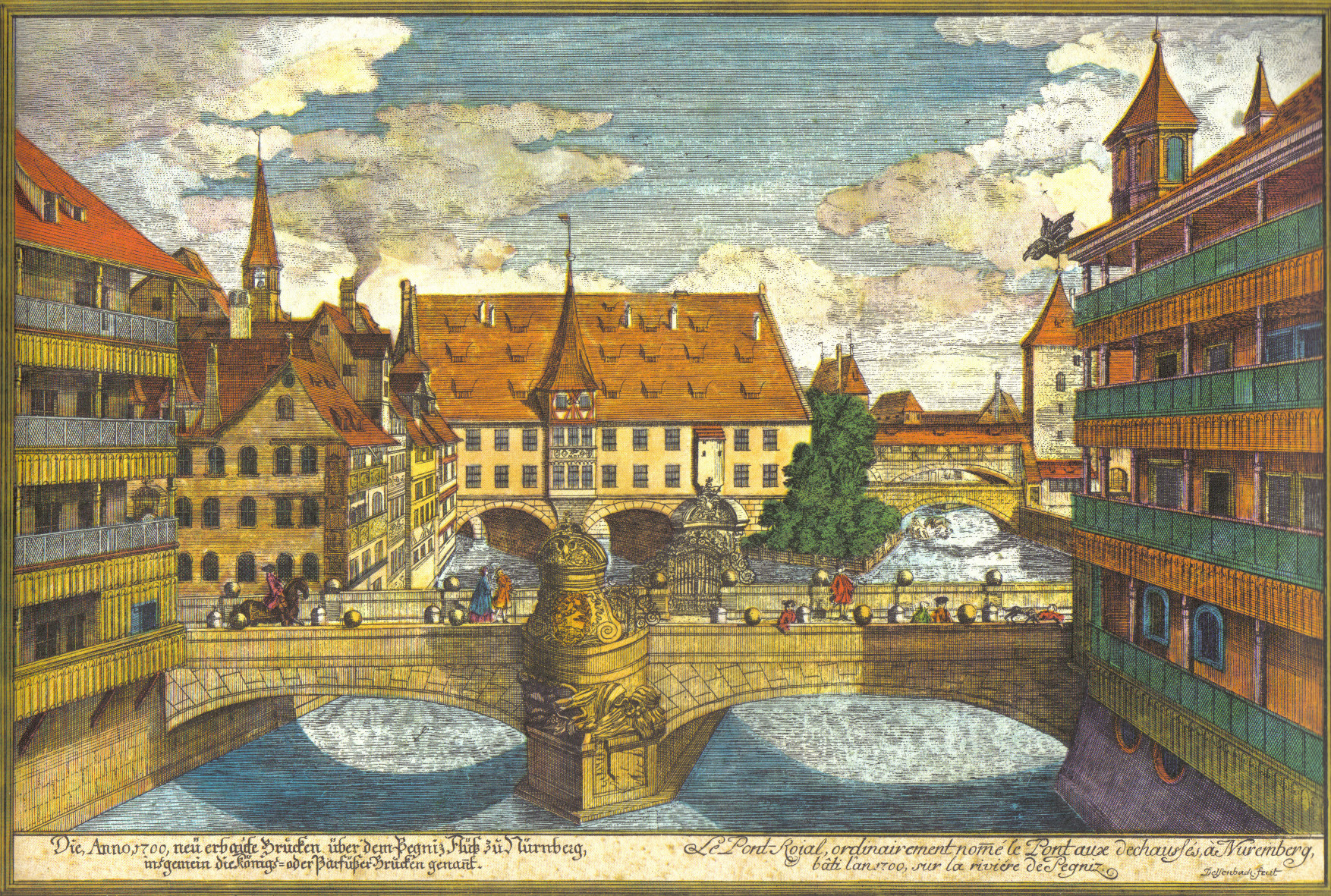
Nürnberg führte 1449 eine Volkszählung durch

Im 7. Jahrhundert wurde die erste Volkszählung in der arabischen Stadt Medina unter dem Propheten Mohammed durchgeführt (623). Ziel war es besonders, die Gruppen, die in der Gemeindeordnung von Medina aufgelistet worden sind, zu definieren und die Steuereinnahmen des neuen Staates unter dem Propheten klar zu protokollieren.
Eine andere Volkszählung im 7. Jahrhundert fand in China statt. Das Überleben der Kleinbauern und damit den sozialen Frieden sicherten Steuergesetze (619) und die dazugehörigen Agrarverordnungen (624). Darin wurden den Bauern gleichmäßig verteilte Parzellen auf Lebenszeit übergeben. Grundlage der Vergabe waren genaue Volkszählungen unter Berücksichtigung des Alters sowie ein Katastersystem zur Landbewertung-/verteilung. Das System wurde aber schon im späten 7. Jahrhundert durch manipulierte Zahlenangaben und Ausdehnung des privaten und kirchlichen Gutsbesitzes untergraben. Es war zudem zu anfällig gegen veraltete Zahlen, Abwanderung und veränderten Anbau.
Nach der normannischen Eroberung Englands 1066 veranlasste König Wilhelm der Eroberer eine Volkszählung. Die Daten der im Jahre 1086 durchgeführten Zählung wurden im Domesday Book (altenglisch domesdaeg ‚Tag des Jüngsten Gerichts‘) veröffentlicht.
Im Mittelalter gab es in Europa nur wenige Volkszählungen; meist wurden die Feuerstellen registriert, doch waren die erhobenen Daten oft ungenau, so dass Angaben zur Bevölkerung in der Regel nur Hochrechnungen (z. B. eine Feuerstelle = ca. 10 Einwohner) und nicht überlieferte Zahlen sind. In einigen Teilen Europas, wie in Frankreich, Spanien und Italien reichen die Quellen zurück bis in das 14. und 15. Jahrhundert – aus dieser Zeit ist z. B. eine Zählung in der Grafschaft Foix bekannt.
Verlässliche Daten sind hier meist die Urbare der Klöster und Stifte, die teils in das Hochmittelalter datieren, oft aber nur indirekte Schlüsse auf die Bevölkerung zulassen. Von Bedeutung bei der Erfassung der Bevölkerung waren kirchliche Aufzeichnungen der Pfarren. So mussten die Pastoren Bücher über ihre Pfarrangehörigen führen (lateinisch liber status animarum, wörtlich: „Buch des Zustandes der Seelen“). In einzelnen Ländern war das Interesse an diesen Aufzeichnungen besonders groß. Schweden besitzt für das 17. Jahrhundert hervorragende Pfarrdaten. In Venedig soll es seit dem 13. Jahrhundert Volkszählungen gegeben haben. Das älteste erhaltene Dokument einer solchen stammt aus dem Jahr 1509 und seit dem 16. Jahrhundert wurden in Venedig regelmäßig Bevölkerungserhebungen durchgeführt, deren Dokumente weitgehend in den Archiven erhalten geblieben sind.
Der Adel wehrte sich immer gegen Aufstellungen ihrer Leibeigenen, als reine Privatangelegenheit, im Besonderen, solange sie von der Besteuerung befreit waren. Noch 1753 lehnte das britische Parlament eine Volkszählung ab, denn sie „würde Englands Feinden dessen Schwächen“ bloßstellen. Ein Abgeordneter betonte im Parlament, er sei befremdet, „dass es menschliche Wesen gäbe, die so frech und schamlos seien“, derartiges vorzuschlagen.
In Mitteleuropa haben zuerst einige Städte, beispielsweise im Jahre 1449 Nürnberg, den Versuch von Volkszählungen unternommen. Bei den später durchgeführten landesweiten Zählungen wurde die Zahl der Feuerstellen ermittelt, wodurch sich die Bevölkerung über eine geschätzte durchschnittliche „Anzahl der Personen pro Feuer“ ermitteln ließ. In Zürich führte Antistes Breitinger 1634 erstmals eine Volkszählung durch, die dann alle sechs Jahre wiederholt werden sollte.

### Moderne Volkszählungen

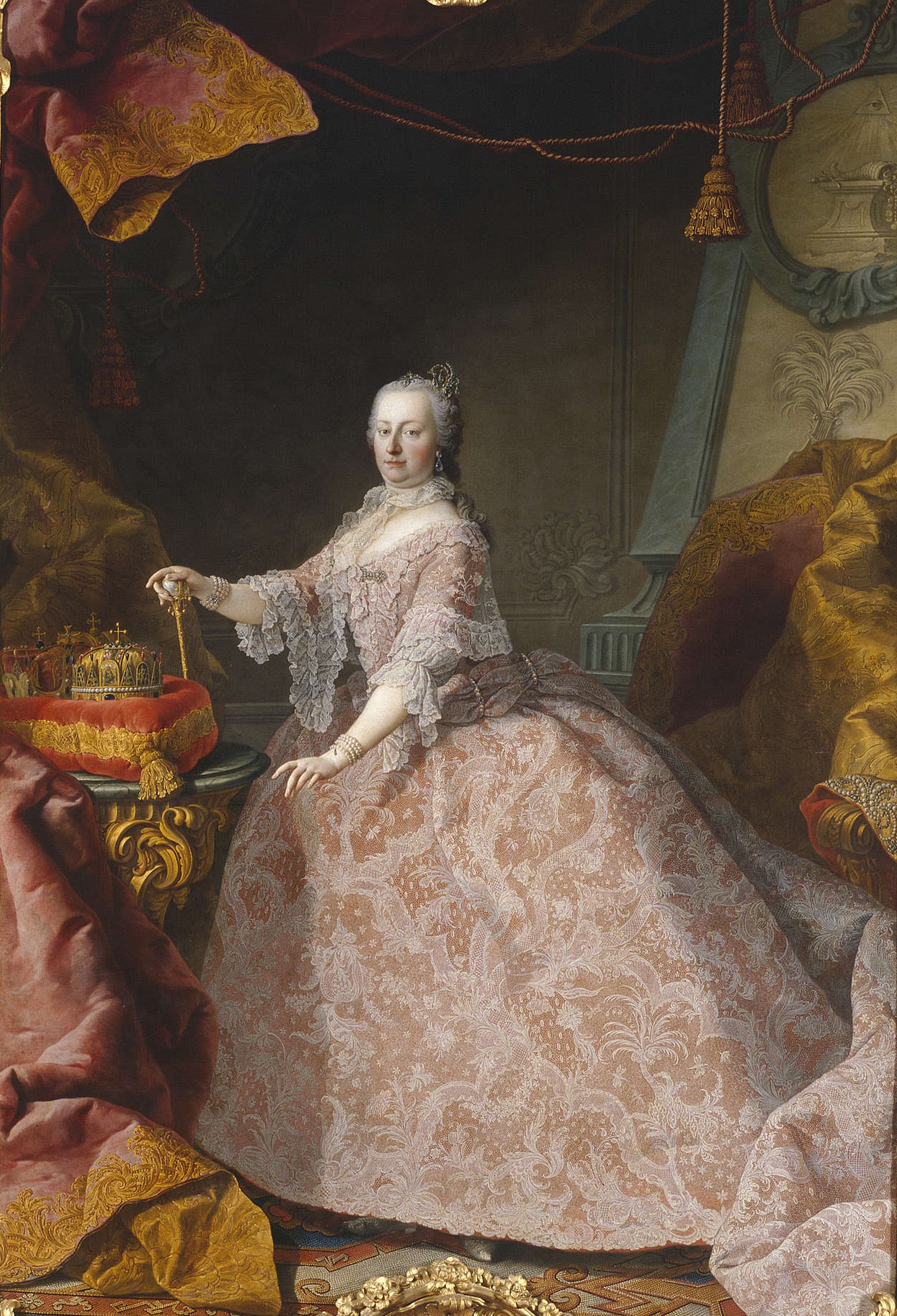
Die erste Volkszählung in Österreich ordnete Maria Theresia 1754 an

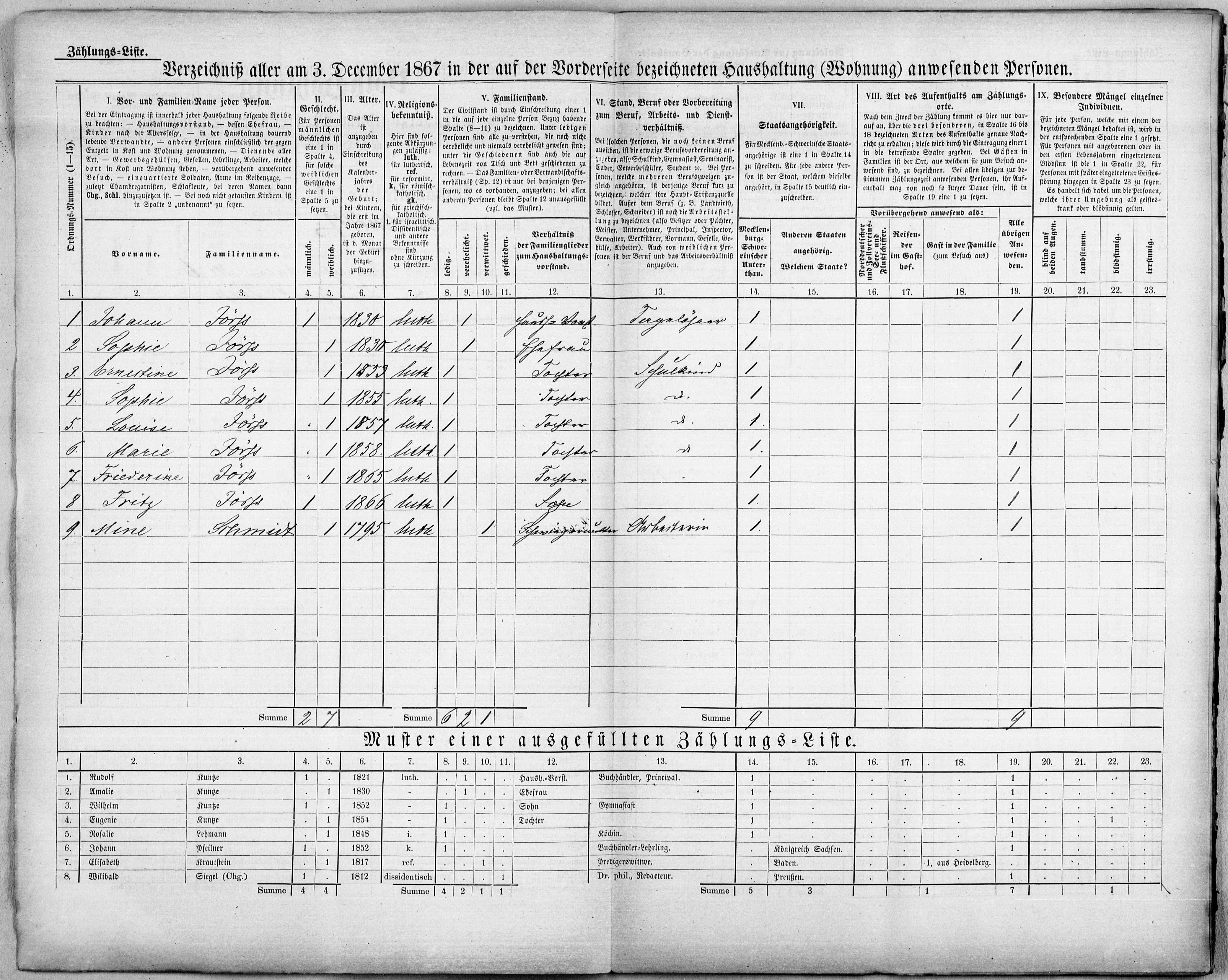
Volkszählung Mecklenburg-Schwerin. Zählort Levkendorf. Zählkarte mit allen am 3. Dezember 1867 für den Haushalt Jörß in der Tagelöhnerkate Nr. 6 angetroffenen Bewohnern.

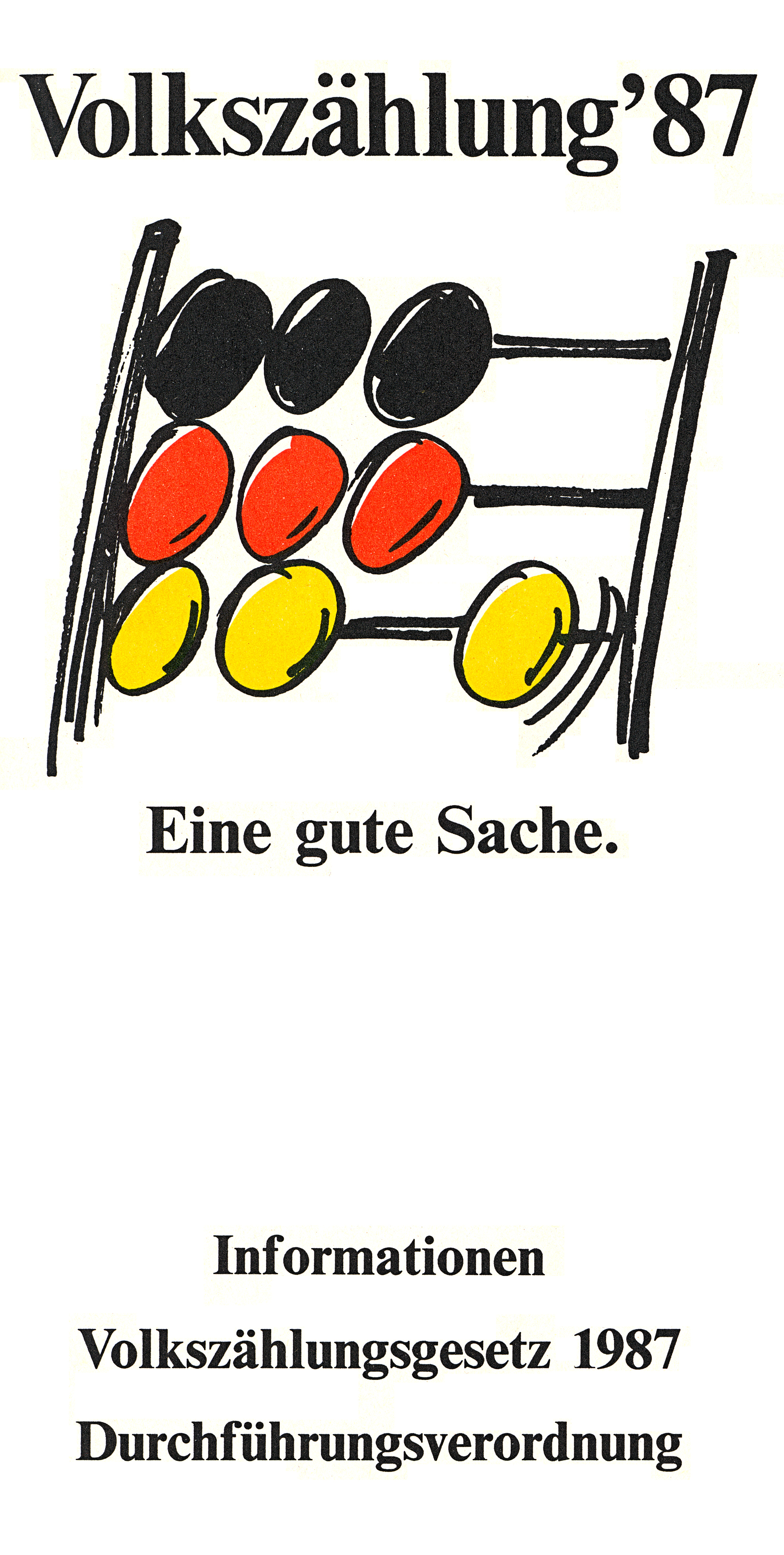
Umstrittene Volkszählung in der Bundesrepublik Deutschland 1987

Die erste Volkszählung im modernen Sinne fand um 1528 in Litauen statt, anfangs noch als reine Erfassung der bäuerlichen Bevölkerung oder auch der wehrfähigen Männer, dann als Steuerkataster. In den französischen Kolonien in Nordamerika, Louisiana und Akadien (im heutigen Kanada), zusammen Neufrankreich genannt, wurde ab 1665 eine Zählung durchgeführt, die erste Vollzählung dann 1841.
In Schweden–Finnland begann 1686 mit dem Zusammenschreiben der Pfarrbücher die längste geschlossene Zeitreihe weltweit. Hier findet sich die früheste Gründung einer speziell zuständigen Behörde (Tabellverket als Vollzählung ab 1749, Tabellkommissionen 1756). Umfassende Volkszählungen sind auch aus Friesland 1689, Island 1703, Overijssel 1748, Holland 1747 bekannt.
Die erste Volkszählung in Österreich wurde nach den Verwaltungsreformen unter Maria Theresia 1754 durchgeführt, die erste im ungarischen Teil der Monarchie 1767–1775 (s. auch Volkszählung in Österreich). In Spanien (Kastilien) fanden 1768–1769 erste über Urbarien hinausgehende Zählungen statt, in Dänemark–Norwegen 1769 (erste Behörde: Dansk-Norsk Tabel-Kontor 1797–1819, Tabelkommission 1833–1848), 1584 in Liechtenstein. In den USA sind Volkszählungen im Zehnjahresrhythmus von der Verfassung vorgeschrieben, die 1789 in Kraft trat. Die erste Volkszählung erfolgte 1790, seitdem in allen Dekadenjahren.
Nach 1800 fanden in fast allen europäischen Ländern mehr oder weniger regelmäßige Volkszählungen statt. 1801 starteten Großbritannien, Frankreich (erste Lokalzählungen von Vauban ab 1676) oder Portugal ihre erste vollständige Datenerhebung, Preußen 1816, Württemberg 1818 (weitgehend gesamtdeutsch: Zollverein ab 1834).
In der Schweiz wurden Volkszählungen ab 1850 (seit der Gründung des Bundesstaates) in der Regel bis alle zehn Jahre durchgeführt. Auch in Österreich erfolgt durch die (heutige) Statistik Austria seit 1869 alle zehn Jahre eine Volkszählung. Der Statistische Kongress 1872 in Sankt Petersburg empfahl den jetzt noch üblichen Zehnjahresrhythmus, wobei in den mit Null endenden Jahren gezählt werden sollte. Diese Empfehlung wurde vom Völkerbund und später von den Vereinten Nationen übernommen. Zählungen können jedoch auch im vorhergehenden oder nachfolgenden Jahr vorgenommen werden. Da sich die Mehrzahl der Länder der Welt an diese Empfehlung hält, liegen weltweit offizielle Angaben zur Bevölkerung vor. Dieses Material bildet beispielsweise die Grundlage für Bevölkerungsprognosen für diese Länder. In Sonderfällen gibt es allerdings Gründe, den Zahlenangaben zur Bevölkerung zu misstrauen.
Im späteren 19. Jahrhundert erfolgten die ersten Zählungen in Britisch-Indien und einigen südamerikanischen Staaten, im Großteil der Länder der Dritten Welt wurden zumeist erst im Laufe des 20. Jahrhunderts erste Volkszählungen abgehalten (etwa erstmals in Afghanistan 1979, Äthiopien 1984). Aufgrund diverser innerstaatlicher, politischer Wirren kam es zudem in einigen Staaten zu langen Unterbrechungen der Volkszählung, so fand in Argentinien zwischen 1914 und 1947 keine Zählung statt, in Uruguay gar von 1908 bis 1963 nicht.
Der Erfassungsgrad der Weltbevölkerung durch Volkszählungen betrug Mitte des 19. Jahrhunderts etwa 17 Prozent und erreichte zur Mitte des 20. Jahrhunderts mit 78 Prozent einen ersten Höchststand. Dadurch, dass zwischen 1954 und 1982 in China, dem bevölkerungsreichsten Staat der Erde, keine Volkszählung durchgeführt wurde, sank der Erfassungsgrad wieder. Ende des 20. Jahrhunderts wurde mittlerweile in nahezu allen Staaten der Welt eine Volkszählung im modernen Sinne abgehalten, die großen Genauigkeitsunterschiede sowie große zeitliche Schwankungen (Erhebungszeitpunkte und/oder -intervalle) in vielen Ländern erschweren die direkte Vergleichbarkeit der Erhebungen.

### Lochkarten
Die auf internationalen Erfahrungen beruhenden Erkenntnisse und die technische Entwicklung führten zum ersten Mal im Jahre 1890 bei den Volkszählungen in Österreich und den USA zur Verwendung der Lochkartentechnik nach Herman Hollerith in der Datenverarbeitung mit Tabelliermaschinen.

## Volkszählungen in der Gegenwart
In der Gegenwart ist der Einsatz von Informationstechnologie bei der Vorhaltung, Verdichtung und Auswertung der Daten Standard, obwohl bei der unmittelbaren Erhebung der schriftlich auszufüllende Fragebogen in den meisten Ländern noch immer Praxis ist. Den Volkszählungsbogen per Internet ausfüllen konnten die Bürger – zum ersten Mal in Europa – beim Zensus in der Schweiz im Jahre 2000. Jeder Haushalt erhielt mit dem Fragebogen einen Benutzernamen und ein Passwort, mit dem die Teilnehmer sich im Internet unter einer bestimmten Adresse einwählen konnten. Unter anderem wurde das Internet noch bei Zählungen in Singapur und den USA – Stand 2006 allerdings nur bei Stichproben und als Test – angewendet.
In Ländern mit einer langen Tradition registerbasierter statistischer Erhebungen, wie Dänemark, Finnland, Norwegen und Schweden, erfolgte die Ablösung der traditionellen Methode der Volkszählung durch das Modell der Registerzählung. Dänemark war 1981 das weltweit erste Land, das auf die neue Methode umstellte. In den nordeuropäischen Staaten wurden bereits nach dem Zweiten Weltkrieg lokale Einwohnerregister aufgebaut. Diese sind bereits landesweit vernetzt und mit persönlichen Identifikatoren ausgestattet. Zusätzlich bestehen zentrale Einwohnerregister. Für die Volkszählung in der Europäischen Union 2011 hat auch die Regierung in Deutschland die Umstellung auf das registergestützte Modell durchgeführt, Österreich setzte eine vollständige Registerzählung ohne jegliche Befragung um. Die Schweiz führt weiterhin eine jährliche Strukturerhebung mit mindestens 200.000 Personen durch. Staaten ohne Melderegister werden auch in Zukunft nicht auf die traditionelle Methode der Zählung per Fragebogen verzichten können.
China führte im November 2010 die bis dahin weltweit umfangreichste Volkszählung der Geschichte durch. Diese wurde von der dortigen Volkszählung 2020 vermutlich übertroffen.

## Probleme der Bevölkerungserfassung

### Politische Gründe
Aus Gründen der Staatsräson werden teilweise Teile der Bevölkerung mit Absicht nicht vollständig erfasst oder durch die Bevölkerungsstatistik zahlenmäßig vergrößert. So waren in Kolonien die Kolonialmächte daran interessiert, die einheimische Bevölkerung zahlenmäßig so klein wie möglich auszuweisen. Ethnische Rivalitäten lassen es für einige Gruppen als richtig erscheinen, andere Gruppen zahlenmäßig zu verkleinern und die eigene Gruppe zu vergrößern. Solche Beispiele sind bedeutsam, wenn Parlamentssitze nach der Bevölkerungszahl oder dem Anteil an der Beamtenschaft festgelegt werden.
Weiterhin kann der Gedanke auf eine höhere Entwicklungshilfe von außen dazu führen, die Bevölkerungszahl zu erhöhen. Wenn mehr Menschen in einem Gebiet leben, so ist es eher förderwürdig, beziehungsweise das jeweilige Bruttoinlandsprodukt verteilt sich auf mehr Menschen, was zu einer Verringerung des statistischen Pro-Kopf-Einkommens führt und damit eine Wirtschaftshilfe dringlicher erscheinen lässt. Allerdings entspricht diese Unterstellung einem antiquierten Begriff von „Entwicklungshilfe“ der 1960er Jahre, zumal heute Weltbank oder Europäischer Entwicklungsfonds die mit ihren Mitteln durchgeführten Statistiken streng kontrollieren.
Aus politischen Gründen werden Personen in einige Regionen aus- oder eingegliedert. Die Republik Südafrika gliederte zur Zeit der Apartheid Zehntausende von Menschen mit schwarzer Hautfarbe in die sogenannten Homelands ein, um den weißen Bevölkerungsanteil im Stammland Südafrika zu vergrößern.

### Kriege und Naturkatastrophen
In einigen Ländern gab und gibt es noch keine Bevölkerungserfassung oder Bevölkerungsfortschreibung. So erfolgte in Angola die letzte Volkszählung 1970. Der Bürgerkrieg zwischen 1975 und 2002 machte eine Zählung der Bevölkerung des Landes unmöglich (siehe Geschichte Angolas). In Afghanistan erfolgte die erste und letzte Volkszählung 1979. Frühere und spätere Angaben zur Bevölkerung beruhen immer auf Schätzungen. Der im Jahr 1979 eskalierte Bürgerkrieg in Afghanistan verhindert seitdem weitere Volkszählungen, da er in eine Reihe von zusammenhängenden bewaffneten Konflikten mündete, die geprägt sind durch die sowjetische Invasion und die militärische Intervention der USA mit ihren Verbündeten.
Kriege verhindern Zählungen und kontinuierliche Bevölkerungserfassungen. In Kambodscha starben während der Diktatur der Roten Khmer von den etwa acht Millionen Einwohnern im Jahre 1974 nach verschiedenen Quellen bis 1979 wohl drei Millionen. Bis zur Volkszählung von 1998 gab es jedoch keine zuverlässigen Angaben zur Bevölkerung des Landes. Während des Völkermordes in Ruanda 1994 starben von den acht Millionen Einwohnern der Volkszählung von 1991 etwa 10 bis 25 Prozent, ein Viertel flüchtete in die Nachbarstaaten und ein weiteres Viertel der Bevölkerung innerhalb des Landes.
Durch Naturkatastrophen (Dürre, Überschwemmungen, Stürme, Erdbeben, Vulkanausbrüche) sind in den betroffenen Regionen Afrikas, Asiens und Lateinamerikas jahrelang keine Volkszählungen möglich. Flüchtlingsströme in und aus diesen Gebieten erschweren eine Erfassung der Bevölkerung.

### Unzureichende statistische Infrastruktur
Gruppen in wenig erschlossenen Gebieten entziehen sich mitunter bewusst einer Erfassung, weil diese – zu Recht oder zu Unrecht – annehmen, eine Volkszählung diene lediglich der Erhebung von Steuern oder der Einberufung zum Militärdienst. Andere Gründe sind eher unbewusster Art: wegen fehlender Kommunikation, ungünstiger geografischer Lage. So gibt es nur Schätzungen zu den durch Volkszählungen nicht erfassbaren brasilianischen Urwaldbewohnern über 50.000 bis 150.000 Personen. De facto sichert die teilweise Nichterfassung vorläufig die Existenz einiger von der Regenwaldzerstörung bedrohter indigener Völker wie der Tagaeri und Taromenani in Ecuador.
Andere Probleme sind, dass über bestimmte Angaben zur Person kein exaktes und statistisch verwertbares Wissen vorhanden ist, wenn Altersangaben zur Person nicht exakt verfügbar sind, oder es unklar bleibt, ob eine Person in bestimmten Regionen zu erfassen ist, wie etwa bei Auslandsaufenthalten.
Probleme gibt es immer noch bei der Bevölkerungsfortschreibung in Entwicklungsländern. Betrachtet man nur die Geburten und Sterbefälle, so ist die Untererfassung der Sterbefälle ausgeprägt. Besonders in Afrika und Lateinamerika wurde festgestellt, dass bei bestimmten Bevölkerungsgruppen zahlreiche Todesfälle bei Kindern und Neugeborenen nicht registriert wurden. Aus diesen Gründen ist die Differenz zwischen Geburten und Sterbefällen tatsächlich wahrscheinlich geringer, damit natürlich auch das Bevölkerungswachstum, so dass die jährlichen Wachstumsraten einiger Länder etwas zu hoch ausgewiesen werden. Diese Probleme können durch Volkszählungen vermieden werden, da dadurch die nicht-registrierten Todesfälle erkannt werden.
Auch in Staaten mit ausgezeichneter Bevölkerungsstatistik (wie in den meisten hochentwickelten Industriestaaten) gibt es Unsicherheitsmöglichkeiten in der Bevölkerungserfassung. Diese sind jedoch im Allgemeinen in anderen Größenordnungen als jene in Entwicklungsländern. In Ländern mit langjährigen statistischen Erfahrungen gelten die Angaben zu den Volkszählungen als exakt, wobei in der Regel nicht nur eine Personenzählung stattfindet, sondern auch Datensätze aus anderen Bereichen des gesellschaftlichen Lebens erfasst und ausgewertet werden. Somit ist der Vorwurf des Versuchs der Datenvernetzung zwecks Schaffung eines gläsernen Menschen objektiv begründet. Daraus ergibt sich verstärkend die Tendenz zur Verweigerung der Datenausgabe oder aus Angst vor Verfolgungsmaßnahmen werden, sofern möglich, gezielt Falschdaten geliefert.
In den USA gibt es bis heute keine dem Melderecht in Deutschland vergleichbare Meldepflicht, woraus ein ständig geschätzter Fehler in der Erfassung von fünf bis sechs Millionen Personen resultiert. Aufgrund der verbindlichen Sozialversicherungsnummer einerseits und der Registrierung von Wählern vor Wahlen ergeben sich zwar Indikatoren zur Ermittlung einer gewissen statistischen Grundgesamtheit der Bevölkerung, aber keine verlässlichen Daten. Trotz der genannten Umstände kommen US-amerikanische Soziologie, Politikwissenschaft und Wirtschaftswissenschaft zu weltweit anerkannten Ergebnissen, ohne dass dort eine Volkszählung als Totalerfassung stattgefunden hat.

## Entwicklung in einzelnen Ländern
- Statistischer Dienst, mit chronologisch sortierbarer Liste

Für die einzelne Entwicklung in den deutschsprachigen Ländern siehe:
- Volkszählung in Deutschland und Liste der Volkszählungen in Deutschland
- Arbeitskreis Volkszahl-Register in Norddeutschland
- Volkszählung in Österreich und Liste der Volkszählungen in Österreich
- Volkszählung in der Schweiz
- Für den ersten EU-weiten einheitlichen Zensus siehe Volkszählung in der Europäischen Union 2011.
- Weitere länderspezifische Artikel zu den Volkszählungen gibt es in der Kategorie:Volkszählung